# Sacra Fossae

Sacra Fossae

Sacra Fossae – rów na powierzchni Marsa. Jego centrum znajduje się na 20,58° szerokości geograficznej północnej oraz 70° długości geograficznej zachodniej (♂ 20,58°N 70,00°W/20,580000 -70,000000). Koryto to ma 950 km długości i głębokość kilkuset metrów. Sacra Fossa oddziela system kanionów Kasei Valles od równiny Lunae Planum.
Decyzją Międzynarodowej Unii Astronomicznej nadana w 1976 roku nazwa tego obszaru pochodzi od wyspy Isola Sacra położonej w delcie Tybru.